# Zhangcun (köpinghuvudort i Kina, Shandong Sheng, lat 37,48, long 122,03)
Zhangcun (kinesiska: 张村, 张村镇) är en köpinghuvudort i Kina. Den ligger i provinsen Shandong, i den östra delen av landet, omkring 460 kilometer öster om provinshuvudstaden Jinan. Antalet invånare är 58 617. Befolkningen består av 28 297 kvinnor och 30 320 män. Barn under 15 år utgör 12,0 %, vuxna 15-64 år 81 %, och äldre över 65 år 5,0 %.
Runt Zhangcun är det tätbefolkat, med 881 invånare per kvadratkilometer. Närmaste större samhälle är Weihai, 7,7 km öster om Zhangcun. Trakten runt Zhangcun består till största delen av jordbruksmark.
Genomsnittlig årsnederbörd är 717 millimeter. Den regnigaste månaden är juli, med i genomsnitt 210 mm nederbörd, och den torraste är januari, med 14 mm nederbörd.